# Amplilygrus cruciatus
Amplilygrus cruciatus là một loài bọ cánh cứng trong họ Cerambycidae.